# EVERGREEN (渡辺満里奈のアルバム)
『EVERGREEN』（エヴァー・グリーン）は、渡辺満里奈2枚目のオリジナル・アルバム。1987年9月2日に、EPIC/SONY（現・エピックレコードジャパン）から発売された。

## 解説
同年2月発売のファースト・アルバム『MARINA』から半年ぶりのオリジナル・アルバム。
渡辺が在籍したおニャン子クラブにも多数の楽曲提供を行っていた山川恵津子が全編曲を担当している。
「EVERGREEN」とは「常緑樹」の意味であり、いつでもフレッシュでいたい、というメッセージが込められており、おニャン子クラブに1年半在籍した余韻を残しながらも、解散後の新しいスタートを意識したものになっている。
「マリーナの夏」「夏休みだけのサイドシート」2曲の先行シングルを収録している。
現在、音楽配信で音源入手可能。

## チャート成績
オリコンチャート最高位5位を記録した。

## 収録曲
- 作詞：秋元康（1,5,11）麻生圭子（3,8,9）沢ちひろ（7,10）川村真澄（2,6）石川あゆ子（4）
- 作曲：山川恵津子（1,9,10,11）岸正之（4,5,6,8）三谷泰弘（2）山本はるきち（3）鈴木さえ子（7）
- 全編曲：山川恵津子

1. 虹のマジック
2. バスルームでDIARY
3. 夏休みだけのサイドシート
4. バラードを聞きながら
5. マリーナの夏
6. EVERGREEN
7. 鏡の国のI Love You
8. 次のページを開いて
9. 秋服のボートに乗れば
10. 恋の日付変更線
11. トロピカル・ジュース（CDのみ収録）

## 参加ミュージシャン
- Drum：青山純、島村英二、江口信夫
- Bass：高水健司、美久月千晴
- E.Guitar：今剛、松原正樹、土方隆行
- A.Guitar：鈴木智文
- Keyboard：山川恵津子
- Synthesizer Programer：森達彦、松武秀樹、中山信彦、鳥山敬冶
- Trunpet：数原晋
- chorus：山川恵津子、比山貴咏史、木戸やすひろ、安部恭弘

出典：『ニッポンの編曲家』